# Gerald N. Wogan
Gerald N. Wogan (* 1930 in Altoona, Pennsylvania; † 16. Juli 2021) war ein US-amerikanischer Toxikologe am Massachusetts Institute of Technology (MIT).

## Leben und Wirken
Wogan  erwarb 1951 am Juniata College einen Bachelor in Biologie und 1953 an der University of Illinois at Urbana-Champaign einen Master in Physiologie. Seinen Ph.D. in Physiologie machte Wogan 1957 ebendort. Im selben Jahr erhielt er eine erste Professur (Assistant Professor) für Physiologie an der Rutgers University, bevor er 1961 an das Massachusetts Institute of Technology (MIT) wechselte.
Am MIT war Wogan zunächst Forschungsassistent (Research Associate), bevor er 1961 Assistant Professor für Lebensmitteltoxikologie wurde. 1965 wurde er Associate Professor, 1969 erhielt er eine ordentliche Professur. Von 1978 bis 1986 war er Direktor des dortigen Instituts für Umweltgesundheit. Eine zusätzliche Professur für angewandte Biowissenschaften hatte Wogan von 1979 bis 1988 inne, eine zusätzliche Professur für Chemie ab 1988, für Toxikologie ab 1996. Ab 2001 war er Professor emeritus für Toxikologie.
Wogan war vor allem für seine Arbeiten zur Bedeutung der Aflatoxine als Karzinogen der Leber bekannt – insbesondere bei gemeinsamer Schädigung der Leber durch Hepatitis-Viren. Seine Arbeitsgruppe isolierte die Aflatoxine B1, B2 und G und bestimmte die Beziehung zwischen ihrer Struktur und ihrer Toxizität. Spätere Arbeiten befassen sich mit der Bedeutung von chronischer Entzündung und von Stickoxiden für die Karzinogenese.

## Auszeichnungen (Auswahl)
- 1977 Mitglied der National Academy of Sciences[2]
- 1994 Mitglied des Institute of Medicine (heute National Academy of Medicine)
- 2005 Charles S. Mott Prize[3]